# Tramway d'Alger
Le tramway d'Alger (en arabe : ترامواي الجزائر) est un réseau de tramway qui dessert l'agglomération d'Alger, capitale de l'Algérie. En 2015, il comprend une ligne de 23,2 km avec 38 stations reliant le quartier du Ruisseau (Hussein Dey) à celui de Dergana (Bordj El Bahri).
Un premier tronçon de 7,2 km, situé à l'est de la capitale, reliant Bordj El Kiffan à la cité Mokhtar Zerhouni, a été mis en exploitation le 8 mai 2011. Il a été ensuite prolongé le 15 juin 2012 à la station multimodale des Fusillés dans le centre-ville, offrant ainsi une interconnexion avec le métro. Un tronçon supplémentaire prolongeant la ligne de Bordj El Kiffan à l'est à Café Chergui a été inauguré le 22 avril 2014, avant un ultime prolongement de six stations supplémentaires jusqu'à Dergana ouvert au public le 14 juin 2015.
Le tramway d'Alger est exploité par la Société d'exploitation des tramways (SETRAM), devenue une entreprise entièrement algérienne à partir du 21 mars 2023 à la suite du rachat des parts de RATP Dev, filiale du groupe RATP.

Plan de la ligne.

## Histoire

### Le premier réseau, les TA

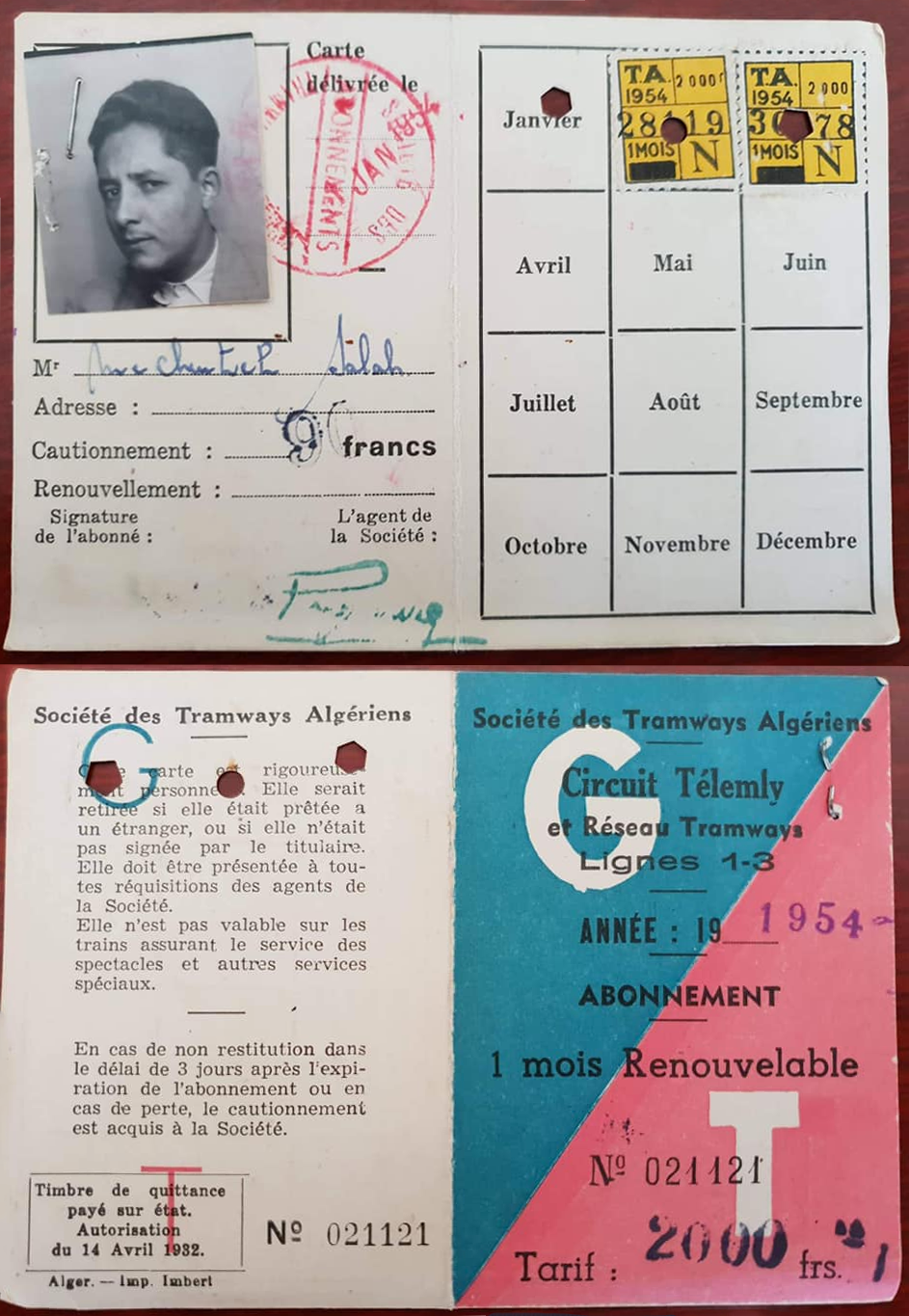
Carte d'abonnement de 1954, pour les lignes 1 et 3, ainsi que le circuit Telemly.

Dans le passé, Alger possédait plusieurs réseaux de tramways. Un premier réseau fut concédé dès 1898 à la Société des tramways algériens, une filiale de la société Thomson-Houston (dont émergera la future Alstom); il desservait Mustapha supérieur[réf. nécessaire].
Un autre réseau, concédé aux Chemins de fer sur routes d'Algérie (CFRA), s'étendait de Bab El Oued à El-Harrach et passait en outre par Bab Azzoun et Belouizdad.
Un troisième réseau ne comprenant qu'une ligne était concédé à Société anonyme des Tramways et Messageries du Sahel.
Le mode tramway fut définitivement abandonné en septembre 1959.

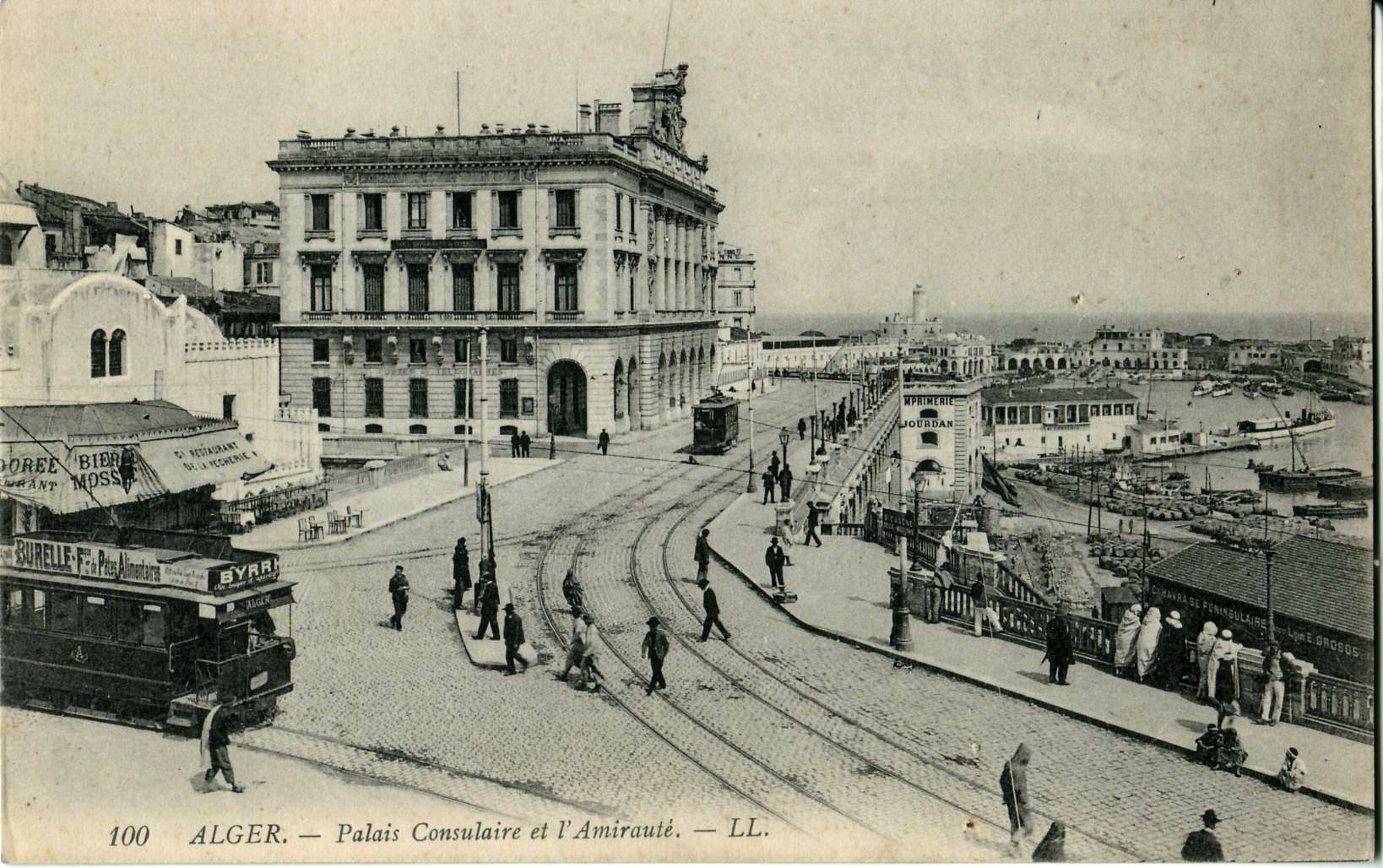
Un tramway devant le Palais consulaire d'Alger et l'Amirauté.
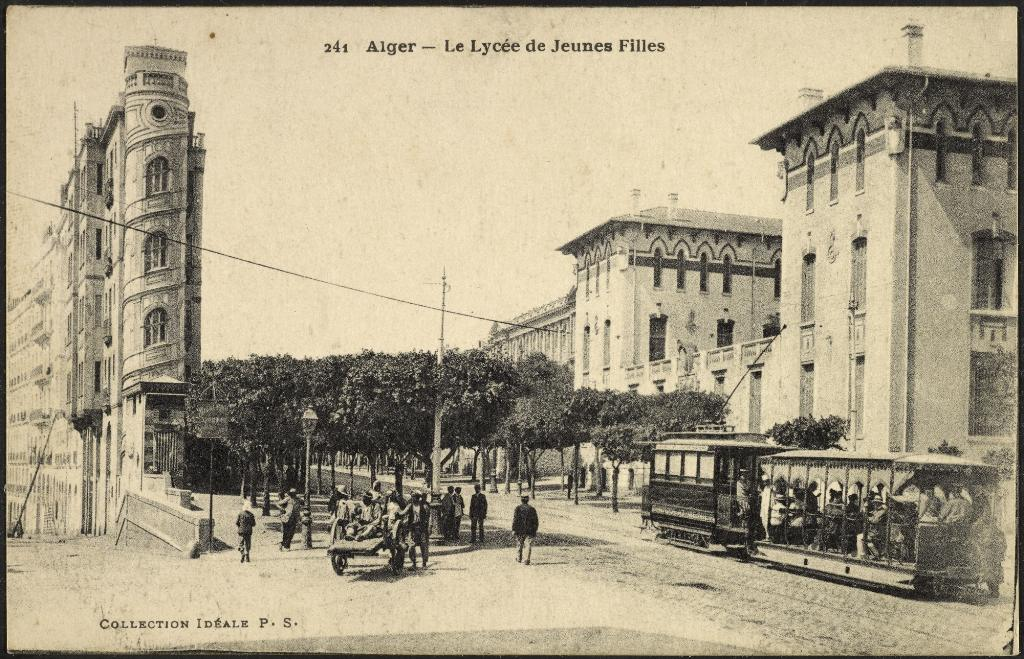
Un tramway à Alger vers 1926.

### Le retour du tramway
La cérémonie de pose de la première pierre du tramway moderne a eu lieu le 5 juillet 2006, en présence du président algérien, Abdelaziz Bouteflika[réf. souhaitée]. Le projet a été lancé et financé par l’État algérien.
Le ministère des transports a délégué la maîtrise d'ouvrage à l'Entreprise Métro d'Alger (EMA), qui elle était assistée par Systra et RATP Développement. Le contrat de réalisation a été remporté par le consortium international Mediterail formé par le français Alstom pour le système de transport et l'italien Todini et l'entreprise algérienne ETRHB Haddad pour le génie civil, aux dépens d'un groupement autour de l'allemand Siemens. Le contrat entre l'EMA et Mediterail, portant sur un montant d'environ 356 millions d'euros, a été signé le 29 juin 2006,.
La première phase du projet de tramway comprenait une ligne de 16,2 km entre Hussein Dey (Les Fusillés) et Bordj El Kiffan, permettant de desservir une population de 500 000 habitants. Son inauguration, initialement prévue pour 2009 mais reportée à plusieurs reprises, a finalement eu lieu le 8 mai 2011 pour le premier tronçon de 7,2 km entre Bordj El Kiffan à la cité Mokhtar Zerhouni et le 15 juin 2012 pour le prolongement de 9 km jusqu'à la station multimodale des Fusillés dans le centre-ville.
Les principales difficultés rencontrées lors de phase chantier concernaient les procédures d'expropriation ainsi qu'à la déviation des réseaux d'eau, d'électricité, de gaz et de téléphone, les relevés fournis par les exploitants de ces réseaux s'étant avérés comme peu fiables.

Sélection de vues des travaux du tramway en 2008
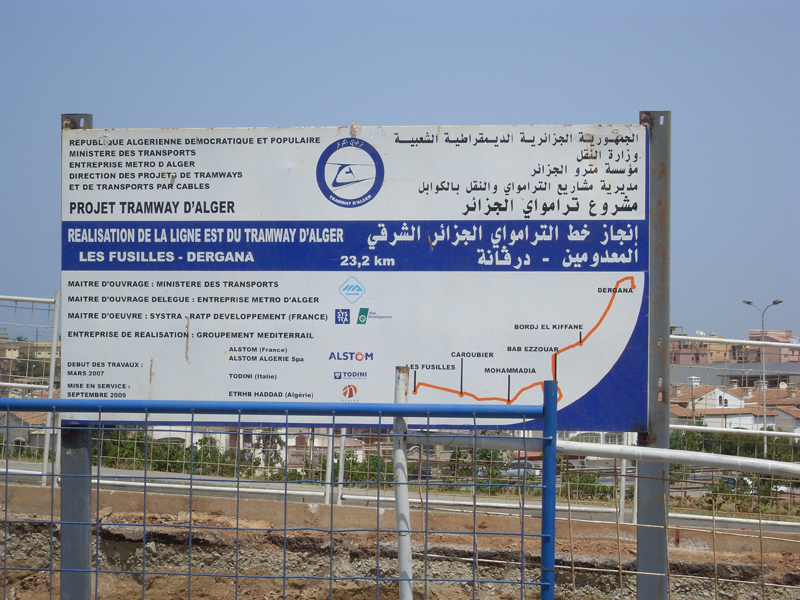
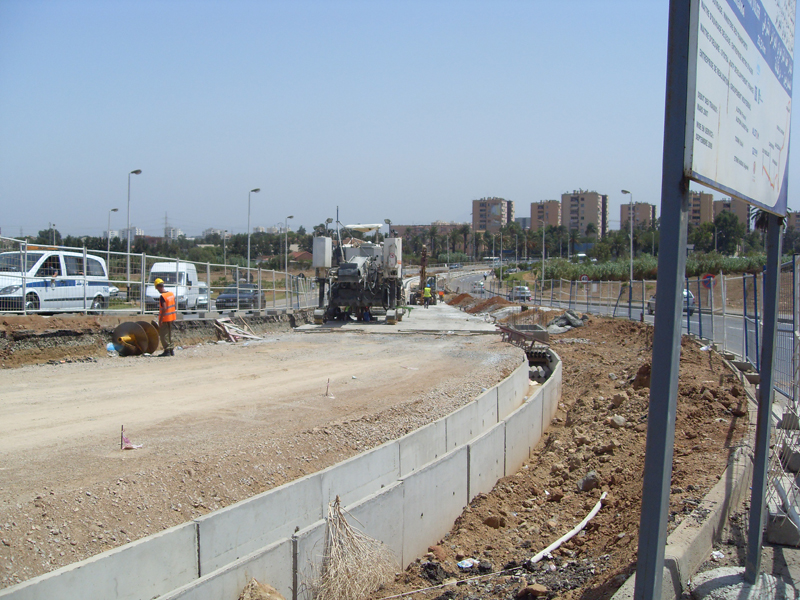
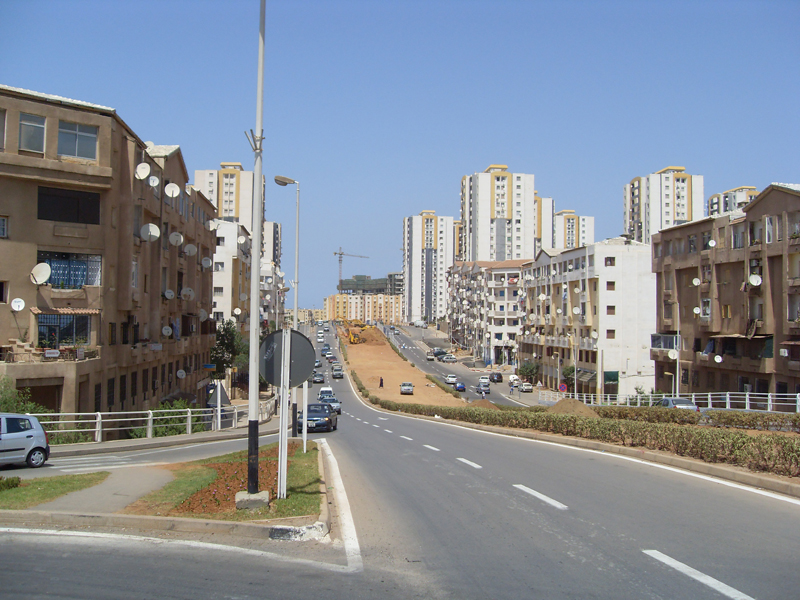
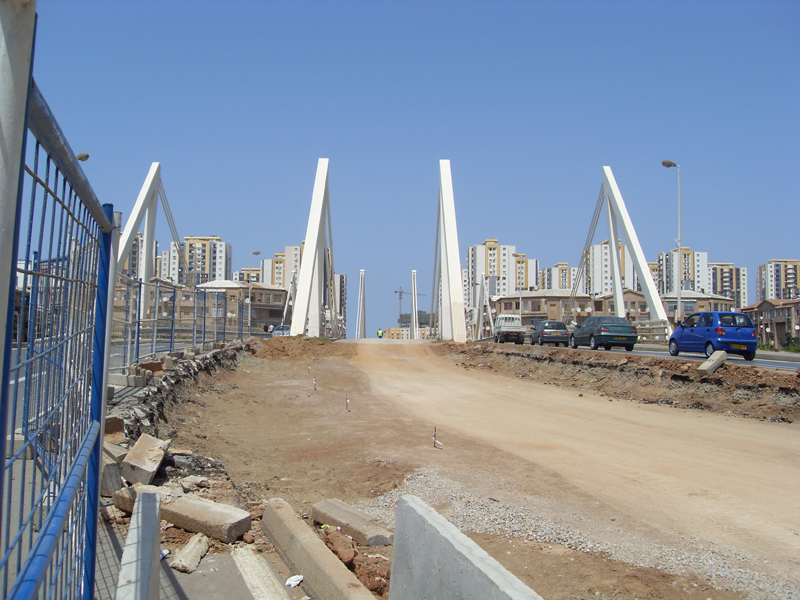

Le 22 avril 2014, un tronçon supplémentaire de 4,2 km et 5 stations à l'est de Bordj El Kiffan, poussant la ligne jusqu'à Café Chergui, est inaugurée en présence du ministre algérien des transports, Amar Ghoul. La ligne atteint alors au total 20,4 km et 32 stations.

## Réseau actuel

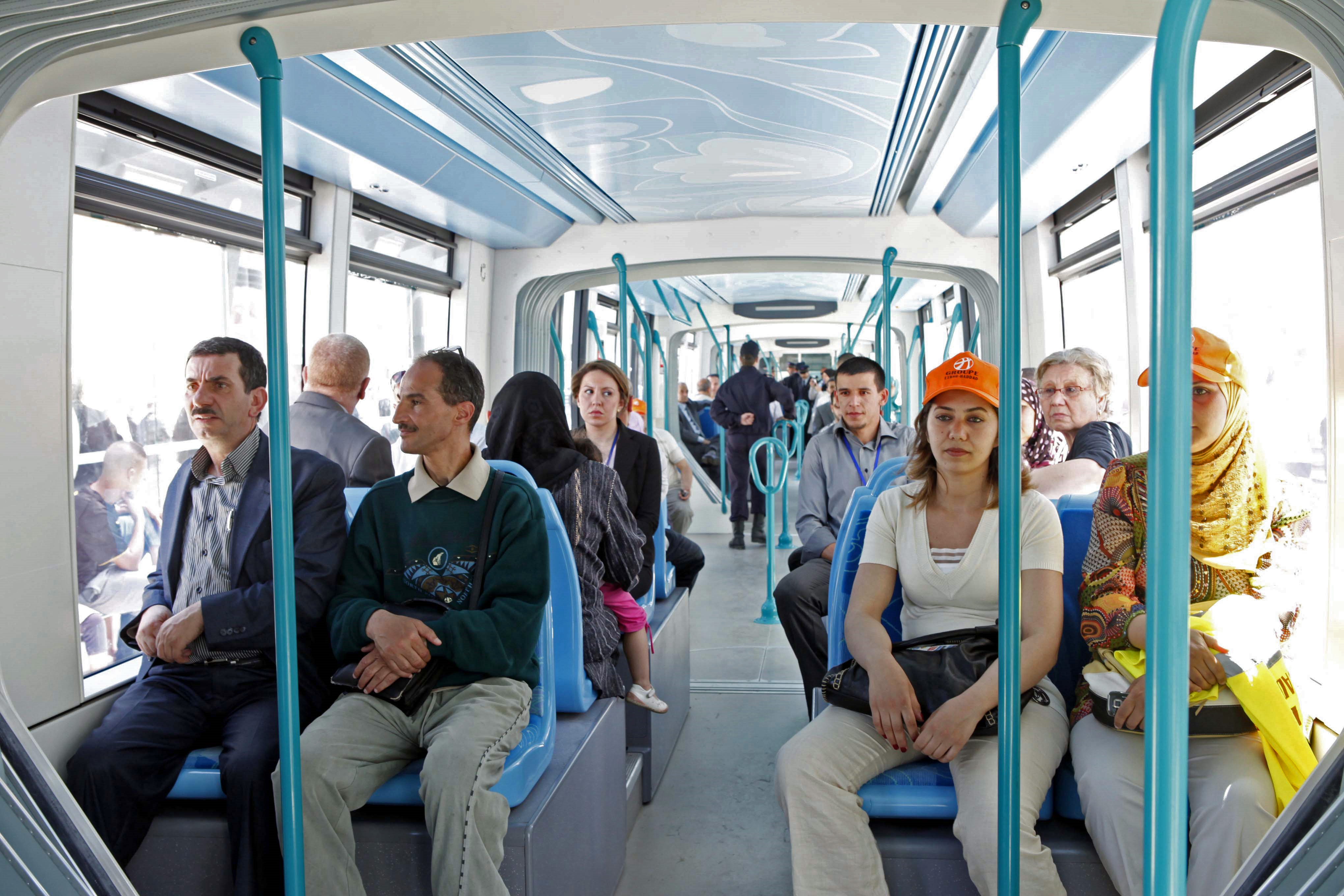
Passagers à bord d'une rame lors de l'inauguration du tramway.

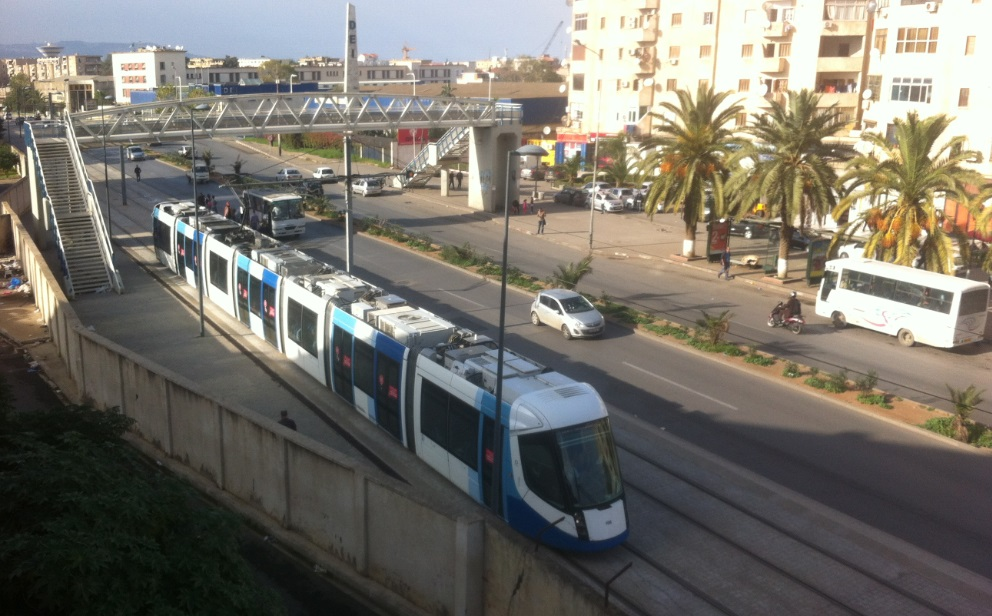
Le tramway d'Alger Avenue Bekri Bouguerra à Bab Ezzouar.

Née à la station multimodale des Fusillés située dans le quartier du Ruisseau, à la limite des communes de Belouizdad et Hussein Dey, la première et unique ligne du tramway d'Alger (16,2 km et 28 stations) traverse cette dernière tout en longueur à travers la rue de Tripoli avant de longer l'avenue Mohamed Bougara entre les communes de Mohammadia et El-Harrach. Elle s'enfonce alors dans le quartier de Cinq Maisons et file en direction des Pins Maritimes après avoir bifurqué à travers les Bananiers. Là, elle enjambe la rocade nord pour rejoindre Bab Ezzouar où elle dessert l'université avant de remonter vers le nord via la cité du 8 mai 1945 pour arriver à Bordj El Kiffan.

### Stations
|  |   |  | Stations                          | Communes        | Correspondances    |
|  | - |  | --------------------------------- | --------------- | ------------------ |
|  | ■ |  | Ruisseau                          | Hussein Dey     | Les Fusillés       |
|  | • |  | Les Fusillés                      | Hussein Dey     |                    |
|  | • |  | Tripoli-Thaalibia                 | Hussein Dey     |                    |
|  | • |  | Tripoli-Mosquée                   | Hussein Dey     | Hussein Dey        |
|  | • |  | Tripoli-Hamadache                 | Hussein Dey     |                    |
|  | • |  | Tripoli-Maqqaria                  | Hussein Dey     |                    |
|  | • |  | Caroubier                         | Hussein Dey     | Caroubier          |
|  | • |  | La Glacière                       | El Harrach      |                    |
|  | • |  | Pont El Harrach                   | El Harrach      |                    |
|  | • |  | Bellevue                          | El Harrach      |                    |
|  | • |  | Bekri Bougerra                    | El Harrach      |                    |
|  | • |  | Cinq Maisons                      | Mohammadia      |                    |
|  | • |  | Foire d'Alger                     | Mohammadia      |                    |
|  | • |  | Les Pins                          | Mohammadia      |                    |
|  | • |  | Tamaris                           | Mohammadia      |                    |
|  | • |  | Cité Mokhtar Zerhouni             | Mohammadia      |                    |
|  | • |  | Cité Rabia Tahar                  | Bab Ezzouar     |                    |
|  | • |  | Université de Bab Ezzouar (USTHB) | Bab Ezzouar     |                    |
|  | • |  | Cité 5 juillet                    | Bab Ezzouar     | Rabia Tahar (2023) |
|  | • |  | Bab Ezzouar - Le Pont             | Bab Ezzouar     |                    |
|  | • |  | Cité universitaire - CUB1         | Bab Ezzouar     |                    |
|  | • |  | Cité 8 mai 1945                   | Bab Ezzouar     |                    |
|  | • |  | Cité Clair Matin                  | Bordj El Kiffan |                    |
|  | • |  | Bordj El Kiffan - Lycée           | Bordj El Kiffan |                    |
|  | • |  | Borfj El Kiffan - Centre          | Bordj El Kiffan |                    |
|  | • |  | Bordj El Kiffan - Polyclinique    | Bordj El Kiffan |                    |
|  | • |  | Mouhous                           | Bordj El Kiffan |                    |
|  | • |  | Mimouni Hamoud                    | Bordj El Kiffan |                    |
|  | • |  | Ben Merabet                       | Bordj El Kiffan |                    |
|  | • |  | Ben Redouane                      | Bordj El Kiffan |                    |
|  | • |  | Ben Merred                        | Bordj El Kiffan |                    |
|  | • |  | Sidi Dris                         | Bordj El Kiffan |                    |
|  | • |  | Benzerga                          | Bordj El Kiffan |                    |
|  | • |  | Café Chergui                      | Bordj El Bahri  |                    |
|  | • |  | Faculté Biomédicale               | Bordj El Bahri  |                    |
|  | • |  | Dergana Cité Diplomatique         | Bordj El Bahri  |                    |
|  | ■ |  | Dergana Centre                    | Bordj El Bahri  |                    |
|  |   |  |                                   |                 |                    |

## Exploitation
Le tramway d'Alger circule, tous les jours, de cinq heures à minuit avec une rame toutes les sept minutes aux heures de pointe.
Dans un premier temps, l'exploitation était assurée par l'ETUSA. C'est elle qui avait été finalement choisie par le ministère des transports et l'Entreprise Métro d'Alger (EMA) pour remplacer Keolis. Ce dernier s'est vu évincé de ce marché à la suite de différends juridico-financiers, alors qu'il avait signé un contrat d'exploitation de dix ans en avril 2009.
Le 24 mai 2012, le Régie autonome des transports parisiens (RATP) annonce avoir obtenu l'exploitation et la maintenance de tous les projets de tramways algériens, y compris le tramway d'Alger, dans le cadre d'une coentreprise. RATP Dev dirige cette société commune, la SETRAM, dont elle est actionnaire à 49 %, aux côtés de l'ETUSA (36 %) et de l'Entreprise métro d'Alger (EMA, 15 %),,,. Depuis le 1er octobre 2012, cette coentreprise est chargée de l’exploitation, de la préparation à l’exploitation, ainsi que de l’entretien et de la maintenance des réseaux de tramway en Algérie,. Pour Alger, le contrat ne porte toutefois pas sur la maintenance, qui elle est directement assurée par Alstom, fournisseur des rames, pour une durée de dix ans.

### Matériel roulant
Le tramway d'Alger est équipé de 48 rames du type Citadis 402 construites par Alstom. Sept d'entre elles ont été mises en service lors du prolongement de Bordj el Kiffan à l'est à Café Chergui le 22 avril 2014. Les rames d'une longueur d'environ 42 mètres sont dotées d'une climatisation et de vitres teintées ainsi que d'un système d'information voyageurs en arabe et en français. Le plancher bas intégral assure la pleine accessibilité aux personnes à mobilité réduite.
Leur conception esthétique a été réalisée par l'agence RCP Design Global pour le concept général, les tissus, les ambiances intérieures et l'habillage extérieur des rames. La livrée des rames est personnalisée en bleu et blanc,.

### Atelier
Le site de dépôt et de maintenance du tramway d'Alger est situé à Bordj El Kiffan.

### Tarification
Le 25 mai 2013, une réforme tarifaire met fin au système zonal et introduit l'unification du prix du ticket unitaire sur toute la ligne à 40 dinars, ce qui représente une baisse sensible pour les utilisateurs de l'ancienne zone 3, mais un doublement du prix pour les utilisateurs à l'intérieur de l'ancienne zone 1. Un carnet de 10 tickets est désormais disponible à  320 dinars, l'abonnement mensuel Tawassol Classic à 1 500 dinars. Sont également introduits deux nouvelles formules d'abonnement : l'abonnement Tawassol Junior pour les moins de 25 ans à 990 dinars par mois (-34 % sur le plein tarif) et l'abonnement Tawassol Senior pour les plus de 60 ans à 830 dinars (-45 % sur le plein tarif). Cette réforme tarifaire vise à répondre aux doléances  des utilisateurs jugeant les tarifs trop élevés.
Auparavant, les tarifs varièrent entre 20  et   50 dinars pour le ticket unique en fonction de trois zones, avec des possibilités d'abonnements,. Depuis le 2 juillet 2012, une tarification intégrée tramway/métro est mise en place avec un ticket unique « plus » à 70 dinars, un carnet de 10 voyages à 600 dinars et un abonnement mensuel à 2 500 dinars.
Les abonnements sont proposés sous la forme d’une carte sans contact, personnalisée et rechargeable.

### Fréquentation

#### Passagers par jour
En 2011, lors du lancement, le tramway d'Alger va de Bordj El Kiffen aux Fusillés et totalise un linéaire de 16,2 km, 28 stations et 08 pôles d'échanges. Sa mise en exploitation permettra à terme le transport de 6 800 personnes par heure, soit une moyenne de 185 000 voyageurs par jour.
Au cours du premier mois, on recense entre 10 000 et 15 000 usagers quotidiens.
En juillet 2014, une fréquentation moyenne de 50 000 à 75 000 voyageurs par jour, ou 1,8 million par mois, est annoncée.

#### Passagers annuels
Entre mai 2011 et juin 2012, environ 7 millions de voyageurs ont été transportés sur le tronçon entre Bordj El Kiffan et la cité Mokhtar Zerhouni. Le tramway a transporté 14,4 millions de passagers en 2015.

## Projets de développement

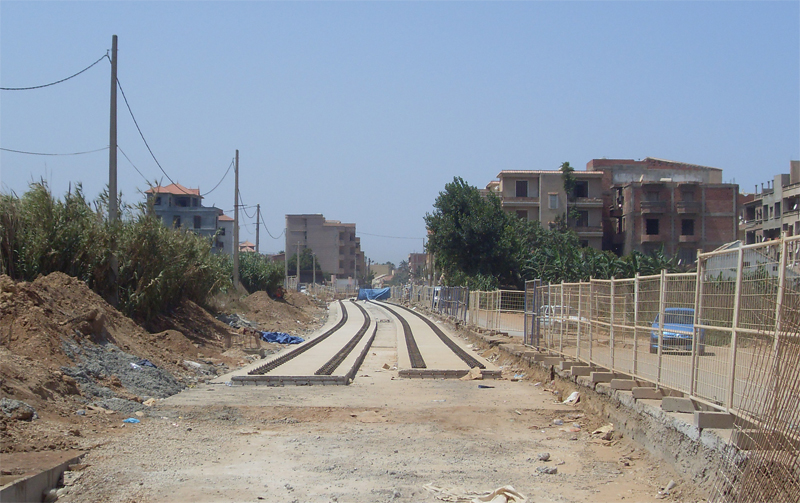
Pose de rails à la sortie est de Bordj El Kiffan.

Des extensions ultérieures de la ligne existante sont envisagées à l'ouest : un prolongement de 4,6 km depuis les Fusillés vers le lieu-dit La Côte (Bir Mourad Raïs) où la future gare routière d'Alger sera construite puis une seconde phase vers Draria, au départ de Bir Mourad Raïs,. En octobre 2021, EMA annonce que les projets d'extension de les Fusillés-Bir Mourad Raïs et des lignes de Batna et d'Annaba sont mis en pause en raison des pertes financières de l'entreprise à l'issue de la pandémie de Covid-19.

### Extension extrême nord-est (vers Harraoua et Aïn Taya)
Le 27 novembre 2019, le wali d’Alger, Abdelkhalek Sayouda, a annoncé le lancement des projets d’extension du métro et du tramway d’Alger, avant la fin de l’année en cours, et ce après la levée du gel par le Gouvernement. La ligne de tramway sera étendue de Dergana (Bordj El Bahri) à Harraoua et Aïn Taya.